# Kil (Noorwegen)
Kil is een plaats in de Noorse gemeente Kragerø, provincie Telemark. Kil telt 892 inwoners (2007) en heeft een oppervlakte van 1,11 km².